# Ботанический резерват Морса
Ботанический резерват имени Сэмюэла Финли Брауна Морса (англ. Samuel Finley Brown Morse Botanical Reserve) — ботанический заказник, расположенный на территории округа Монтерей штата Калифорния.

## Общие сведения
Ботанический заказник основан в 1972 году для охраны популяции редкого вида растений Кипарис калифорнийский (Cupressus goveniana). На территории заказника произрастает номинативная разновидность вида, Cupressus goveniana var. goveniana, кроме него известная только с территории Парка штата Пойнт-Лобос. Назван в честь специалиста по охране природы Сэмюэла Морса (1885—1969), приложившего много усилий для сохранности здешних лесов.
Общая площадь заказника — 84 акра (34 га). На востоке ботанический заказник граничит с 372-акровой Территорией природного местообитания Хаклберри-Хилл (Huckleberry Hill Natural Habitat Area).
Иногда в заказнике проводятся ботанические экскурсии, организуемые Pacific Grove Natural History Museum.

## Флора и фауна

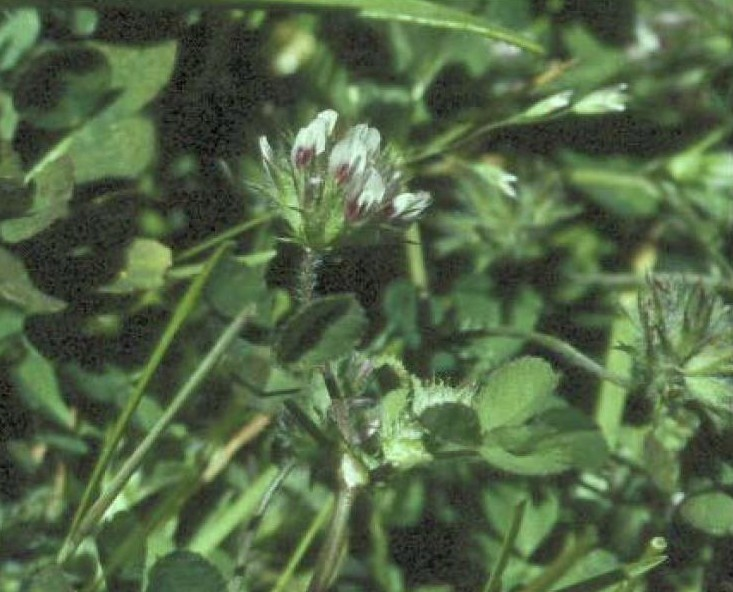
Trifolium trichocalyx

Помимо кипариса калифорнийского на территории заказника также встречаются эндемичные для округа Монтерей виды Ericameria fasciculata и Trifolium trichocalyx.
Ботанический резерват Морса — единственное в мире место, где вместе произрастают сосна лучистая и сосна мягкоигольная. Также здесь растёт ещё один вид кипариса — кипарис крупноплодный.
Из животных в резервате обитают западная луговая мышь (Reithrodontomys megalotis), чернохвостый заяц (Lepus californicus), чернохвостый олень (Odocoileus hemionus), изредка встречается пума (Puma concolor).

## Пожар 1987 года
31 мая 1987 года на территории резервата возник пожар вследствие непотушенного костра на незаконной туристической стоянке. В результате было уничтожено 160 акров земли, пострадала 31 постройка, незначительные ожоги получили 18 человек. Общий ущерб был оценён в 18 миллионов долларов.